# Frédéric Soguel
Frédéric Soguel, né le 6 mai 1841 à Cortaillod (originaire de Cernier) et mort le 21 novembre 1903 à Neuchâtel, est un notaire et homme politique suisse, membre du Parti radical-démocratique (PRD).

## Biographie

### Famille
Frédéric Soguel naît le 6 mai 1841 à Cortaillod, dans le canton de Neuchâtel, en Suisse. Il est originaire de Cernier, dans le Val-de-Ruz. Son père, Abram-Henri, est instituteur. Il est le cousin du conseiller aux États Henri Morel (1838-1912).
Il épouse Lina Cosandier.

### Parcours professionnel
Après avoir travaillé comme commis de 1853 à 1860 dans un bureau d'avocat de Neuchâtel, puis effectué un stage à Genève, il obtient son brevet de notaire en 1865. Il détient une étude de notaire à Cernier, dans le Val-de-Ruz, de 1865 à 1897. Il est également greffier de la Justice de Paix de cette vallée de 1867 à 1877, puis juge de 1883 à 1897.
En 1873, il crée un journal nommé Le Réveil, qui deviendra Le Neuchâtelois en 1888. En 1886, il joue un rôle moteur lors de la création de l'École cantonale d'agriculture dans son village de Cernier. Enfin, le canton le délègue au conseil d'administration de la compagnie ferroviaire du Jura-Simplon.

### Parcours politique
Frédéric Soguel est membre du Parti radical-démocratique (PRD).
En 1871, il est élu au Grand Conseil du canton de Neuchâtel, où il siège pendant 27 ans, jusqu'à son élection au Conseil d'État, l'exécutif cantonal. Responsable des travaux publics, il occupe cette charge publique de 1897 à 1903. Auparavant, parallèlement à son mandat de député au Grand Conseil, il préside le Conseil communal (exécutif) du village de Cernier de 1888 à 1891, puis le Conseil général (législatif) de 1891 à 1897.
Il siège brièvement dans les deux chambres du parlement fédéral : de 1875 à 1876 au Conseil des États et de 1902 à 1903 au Conseil national. Pendant sa carrière politique, il s'est notamment engagé en faveur de l'introduction du mode de scrutin proportionnel.